# كارل هينكه
كارل هينكه (22 يوليو 1896 في برلين - 27 أبريل 1945 في نيوتيف ) ضابط مهندس في الرايخهيير خلال الحرب العالمية الأولى، وفي الجيش الألماني ما بين الحربين، الرايخويهر، وفي الفيرماخت.

## الخدمة العسكرية، الحرب العالمية الأولى
بدأ هينكه الخدمة العسكرية في عام 1914 ككاديت في كتيبة. تمت ترقى إلى ضابط في عام 1915، ولكن أصيب في عام 1916 بجروح خطيرة وأصبح غير قادر على العودة إلى الخدمة في الخطوط الأمامية. بعد إرساله إلى ليبايا، شارك في تطوير عمليات الإنزال، وهو مجال تخصص فيه لما تبقى من حياته المهنية.
استمر في الخدمة مع الرايخوير ثم الفيرماخت، بحلول عام 1939، تمت ترقية هينكي إلى رتبة لفتنانت كولونيل.

## الخدمة العسكرية، الحرب العالمية الثانية
في 1 سبتمبر 1939، شارك هينكه في المعركة الرئيسية الأولى لغزو ألمانيا النازية لبولندا، معركة فيستربلات، حيث قاد الفيلق الهندسي.
كان من المفترض أن يقود هينكه عملية Nordlicht، محاولة الاستيلاء على لينينغراد في عام 1942، ولكن عندما تم إلغاء ذلك تم نقله إلى شبه جزيرة القرم، حيث تم في نهاية المطاف محاصرة الجيش السابع عشر على يد القوات السوفيتية. هنا، قام هينكه بتنظيم عملية إجلاء القوات عبر مضيق كيرتش، وهو عمل حصل بفضله على وسام الفارس الصليبي الحديدي، وعملية جسر كوبان. رقي إلى لواء، وعين قائد بارز في عمليات الإمزال للفيرماخت، أشرف هينكه على إجلاء القوات الألمانية من الجزر في بحر البلطيق ومن استونيا في وقت متأخر في عام 1944.
من يناير 1945 أصبح هينكه مسؤولاً عن تزويد الجيش الرابع، المحاصر في جيب هيليجينبيل في شرق بروسيا. في هذا الدور، كان مسؤولًا جزئيًا عن إجلاء ما يصل إلى مليون مدني من بروسيا الشرقية وعبر ميناء بيلاو، الذي تم الاحتفاظ به لأطول فترة ممكنة ؛ في 24 أبريل، تم تعيينه في قيادة فرقة المشاة 290، التي تم نقلها عن طريق البحر من جيب كورلاند. تخلّى هينكه ووحدته أخيرًا عن بيلاو في 25 إبريل من أجل تحصينات Batterie Lehmberg القريبة في Neutief (كان Noytif مراسلات روسية لـ Neutef قبل عام 1946)   على Frische Nehrung. بعد محاولة فك حصار فاشلة استمر حوالي 200 رجل في مقاومة القوات السوفيتية حتى الجولة الأخيرة في الساعة 15:30 يوم 27 أبريل؛ هينكه، رافضًا الاستسلام، ثم أطلق النار على نفسه. يقال إن القائد السوفياتي أثنى على شجاعة هينكه وعامل رجال هينكه الباقين على قيد الحياة - بحسن.

## الجوائز
- الصليب الحديدي (1914)
  - من الدرجة الثانية
  - من الدرجة الأولى
- شارة الجرح (1914)
  - باللون الأسود
- صليب الشرف
- جائزة فيرماخت للخدمة الطويلة من الدرجة الرابعة إلى الأولى
- ميدالية سودينلاند مع بار قلعة براغ
- صليب الاستحقاق الحربي مع السيوف
  - من الدرجة الثانية
- الصليب الحديدي (1939)
  - من الدرجة الثانية
  - من الدرجة الأولى
- وسام الفارس الصليبي الحديدي في 4 أغسطس 1943 في رتبة أوبرست وقائد Pionier-Landungs-Regiment 770 (مزودة بمحركات)

## الحواشي
1. ↑  Baltijskas Neutief village's present name is found in Lithuanian article of Baltiysk
2. ↑  http://vddb.library.lt/fedora/get/LT-eLABa-0001:J.04~2005~ISSN_1392-3137.N_1_30.PG_69-76/DS.002.1.01.ARTIC An article about tourism aim at Russian part of Vistula Spit نسخة محفوظة 2016-03-03 على موقع واي باك مشين.